# 城东街道 (梧州市)
城东街道，是中华人民共和国广西壮族自治区梧州市万秀区下辖的一个乡镇级行政单位。

## 行政区划
城东街道下辖以下地区：
中山社区、大东社区、云盖社区、石鼓社区、贺院社区、云龙社区和龙泉社区。